# Heteroserolis levidorsata
Heteroserolis levidorsata is een pissebed uit de familie Serolidae. De wetenschappelijke naam van de soort is voor het eerst geldig gepubliceerd in 1984 door Harrison & Poore.